# Siècle américain
Le siècle américain est une expression pour caractériser la domination politique, économique et culturelle des États-Unis au cours du XXe siècle.  
Le terme fut la première fois utilisé par l'éditeur du Time, Henry Luce dans un éditorial du 17 février 1941 pour décrire ce que serait et devrait être le rôle des États-Unis au XXe siècle, les pressant d'abandonner l'isolationnisme pour un rôle missionnaire de « Bon Samaritain » pour répandre la démocratie, poussant son pays à entrer dans la Seconde Guerre mondiale pour défendre les valeurs démocratiques. 
Le siècle américain est également le titre d'un ouvrage d'Olivier Zunz évoquant cette domination.